# Софе Щерьоски
Софе Щерьоски (на македонска литературна норма: Софе Штерјоски) е новинар, хуморист и сатирик, поет и писател за деца и юноши от Социалистическа Република Македония.

## Биография
Роден е на 20 април 1949 година в кичевското село Лавчани, което тогава е в Социалистическа Република Македония. Основно образование завършва в Подвис, а гимназия в Кичево. Завършва история на литературите на народите на Социалистическа федеративна република Югославия група с руски език във Филологическия факултет в Скопие. От януари 1971 година е журналист в хумористичната редакция на Радио Скопие, където става един от най-известните хумористи в Социалистическа Република Македония. Пише хумор и сатира, поезия и проза за деца и възрастни, драматургия и преводи. Той създава радио образа Аврам, който се играе от радиоактьора Борис Майсторов. Публикува в СФРЮ и в републиките и провинциите на бивша Югославия, където получава множество награди в конкурси за разкази, стихотворения, афоризми и за радиопредаване. Посмъртно е удостоен с наградата „Јеж” за изключително авторско сътрудничество и принос за репутацията на „Јеж” и признание за жизнено дело.
Умира на 18 април 1984 година в Скопие.